# A33 (Portugal)
De A33 of Circular Regional Interior da Península de Setúbal (CRIPS) of Auto-estrada do Baixo Tejo is een autosnelweg in Portugal die van Monte da Caparica naar Montijo loopt. De snelweg is 37 kilometer lang. Het laatste deel van de snelweg werd geopend in 2012.
A1 · 
A2 · 
A3 · 
A4 · 
A5 · 
A6 · 
A7 · 
A8 · 
A9 · 
A10 · 
A11 · 
A12 · 
A13 ·
A13-1 · 
A14 · 
A15 · 
A16 · 
A17 · 
A18 · 
A19 · 
A20 · 
A21 · 
A22 · 
A23 · 
A24 · 
A25 · 
A26 · 
A27 · 
A28 · 
A29 · 
A30 · 
A31 · 
A32 · 
A33 · 
A34 · 
A35 · 
A36 · 
A37 · 
A38 · 
A39 · 
A40 · 
A41 · 
A42 · 
A43 · 
A44 · 
A47 · 
A48 · 
VRI